# Ouled Yaïch (Algérie)
Ouled Yaïch (en arabe : أولاد يعيش, tamazight de l'Atlas blidéen : Wled Iɛic, tifinagh : ⵡⵍⴻⴷ ⵉⵄⵉⵛ, anciennement Dalmatie pendant la colonisation française) est une commune de la wilaya de Blida en Algérie.

## Géographie

### Localisation
La commune d'Ouled Yaïch est située au centre de la wilaya de Blida, à environ 4 km au nord-est de Blida, à environ 42 km au sud-ouest d'Alger, et à environ 29 km au nord-est de Médéa.
|       | Beni Mered  |           |
| Blida | Ouled Yaïch | Guerouaou |
|       | Chréa       |           |

### Localités de la commune
Lors du découpage administratif de 1984, la commune de Ouled Yaïch est constituée à partir des localités suivantes :
- Ouled Yaïch
- Cité Benamor
- Cité du ler Mai
- Sidi Achour
- Cité Nouvelle
- Cité Chaachou Slimane
- Cité Bouchama
- Cité Espagnole
- Cité Sonatrach
- Université Ouled Yaïch

Après 1984.
- Cité Khazrouna
- Cité Miliani
- Cité Tchalabi
- Cité des 198 Logements
- Cité des 1000 Logements
- Cité des 160 Logements
- Cité des 192 Logements « Nasr »
- Cité Militaire
- Cité Russe
- Cité Nouvelle
- Cité des 140 Logements
- Cité 17 septembre
- Cité des 164 Logements « Djouadjla »
- Cité des 520 Logements
- Cité des 1024 Logements
- Cité AADL
- Cité des 250 Logements « LSP »
- Cité des 300 Logements
- Cité des 120 Logements
- Cité des 160 Logements
- Cité des 130 Logements
- Cité des 150 Logements
- Cité des 224 Logements
- Cité des 180 Logements
- Cité El Aichi « RHB »
- Cité El Nassim
- Cité Kaf-Hamam
- Cité des 400 Logements Kaf-Hmam
- Cité des 239 Logements Militaire
- Cité des 343 Logements Halil-Militaire
- Cité Touat
- Cité Sidi Slimane
- Cité Ghaba Zaouch BCL
- Cité des 1240 Logements
- Cité des 200 Logements
- Cité des 402 Logements
- Cité des 400 Logements
- Cité des 105 Logements
- Cité des 72 Logements
- Cité des 260 Logements
- Cité des 488 Logements
- Cité des 206 Logements
- Cité des 360 Logements
- Cité Touarès
- Cité El Bachir Ibrahimi
- Cité des 110 Logements Concorde
- Cité des 100 Logements
- Cité Concorde

- Cité 520 logts (cité des enseignants universitaires)

## Histoire
Créée le 13 septembre 1844, elle tire son nom du maréchal Soult, fait duc de Dalmatie par Louis Bonaparte : lors de la colonisation, la ville est nommée Dalmatie et fait partie du département d'Alger. Après l'indépendance, elle prend le nom de Ouled Yaïch. La population est constituée, à l'instar des autres localités algériennes, d'Arabes et de Berbères.

## Administration et politique
Liste des maires successifs :
| Période                                  | Période | Identité           | Étiquette | Qualité |
| ---------------------------------------- | ------- | ------------------ | --------- | ------- |
| 1985                                     | 1989    | Tahar Boudjemaâ    |           |         |
| 1989                                     | 1990    | Mohamed Lechhab    |           |         |
| 1990                                     | 1991    | Ahmed Bendali      |           |         |
| 1991                                     | 1992    | Mohamed Drioueche  |           |         |
| 1992                                     | 1994    | Mustapha Mokadem   |           |         |
| 1994                                     | 1998    | Senouci Benmisra   |           |         |
| 1998                                     | 1998    | Mohamed Asnouni    |           |         |
| 1998                                     | 2000    | Mustapha Berkaâ    |           |         |
| 2000                                     | 2002    | Chérif Bourouina   |           |         |
| 2002                                     | 2002    | Hasni Kacimi       |           |         |
| 2002                                     | 2004    | Achour Amouri      |           |         |
| 2004                                     | 2005    | Ahmed Khelfoun     |           |         |
| 2005                                     | 2007    | Boualem Ouakham    |           |         |
| 2007                                     | 2012    | Ouanas Benmekla    |           |         |
| 2012                                     | 2017    | Mohamed Bouchlouch |           |         |
| 2017                                     | 2021    | Mustapha Derbal    |           |         |
| 2021                                     | 2026    | M'hamed El Aïchi   |           |         |
| Les données manquantes sont à compléter. |         |                    |           |         |

## Économie

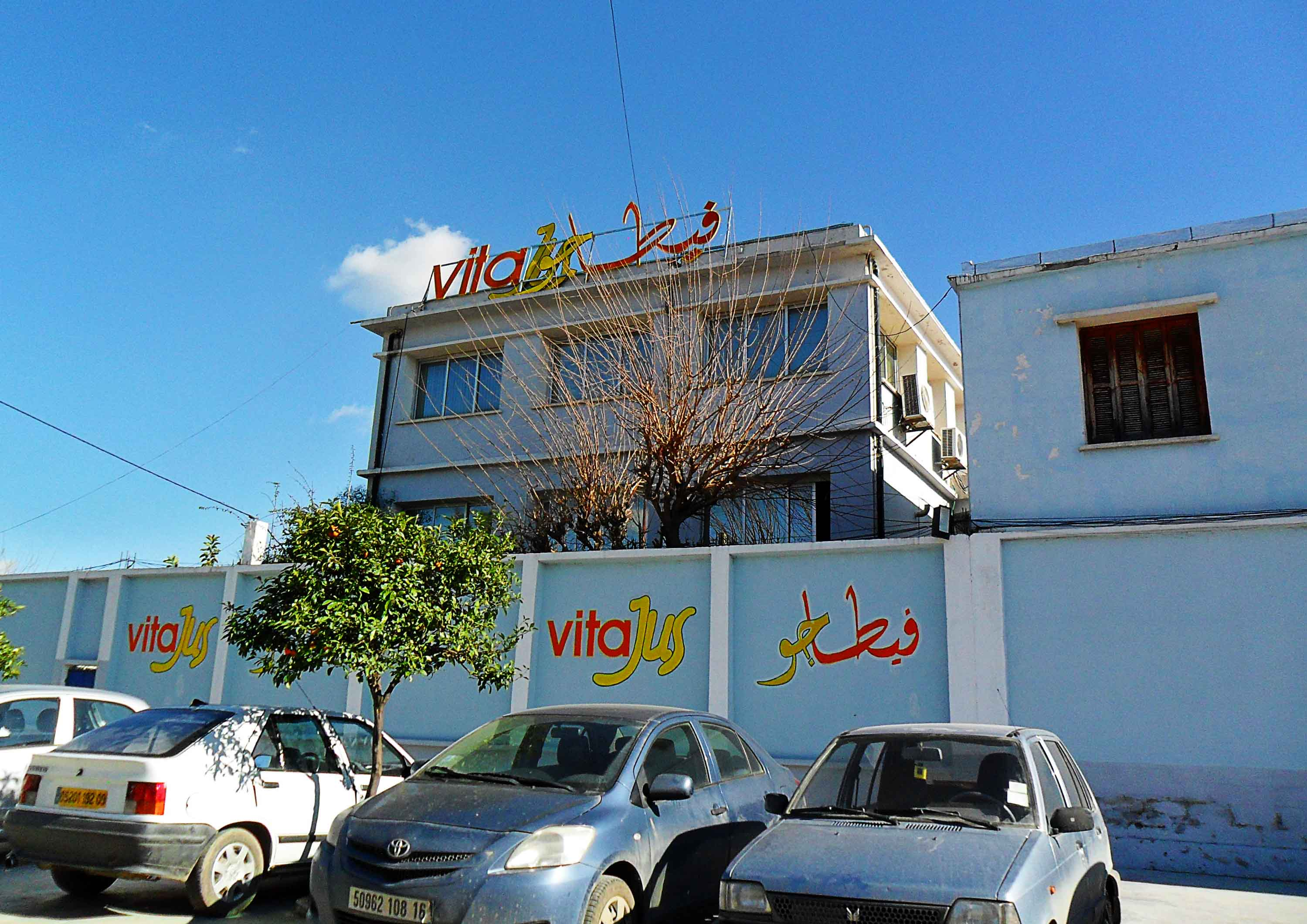
Usine de Vitajus (fabrication de jus) à Ouled Yaïch.

La localité dispose d'une importante zone industrielle. Connue aussi par la fabrication artisanale de meubles.

## Évolution démographique
| 1845 | 1884 | 1886  | 1907  | 1987   | 1998   | 2008   | 2014    |
| ---- | ---- | ----- | ----- | ------ | ------ | ------ | ------- |
| 266  | 725  | 1 476 | 1 818 | 27 000 | 55 700 | 87 131 | 114 733 |

## Sports
L'équipe de football sénior IRB Ouled Yaïch évolue en Régionale 1 de la Ligue de Blida (D5).